# 第三代伯林顿伯爵理查德·波义耳
第三代伯林顿伯爵和第四代科克伯爵理查德·波义耳PC（Richard Boyle, 3rd Earl of Burlington and 4th Earl of Cork，1694年4月25日—1753年12月15日），出生于英格兰约克郡，是第二代伯林顿伯爵查爾斯·波以耳的儿子。

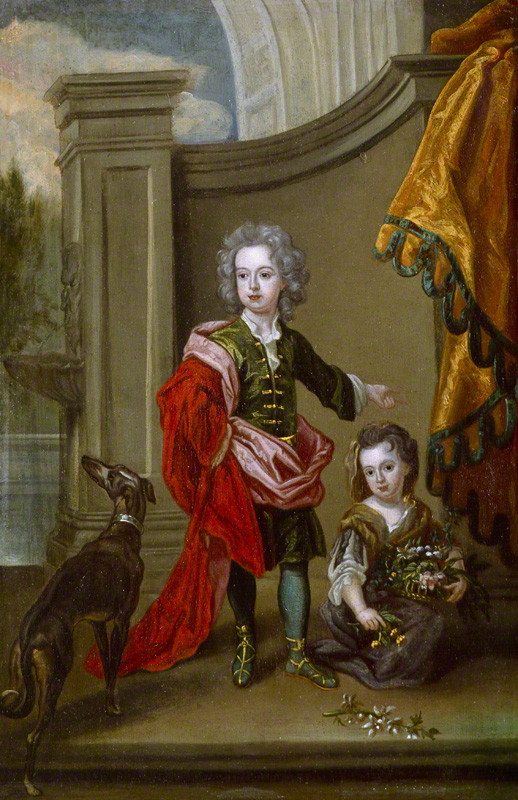
第三代伯林顿伯爵理查德·波义耳

1721年，理查德·波义耳和桃樂絲·薩維爾結婚，兩人的獨女夏洛特是第四代德文郡公爵威廉·卡文迪許的妻子。